# Filóstefano
Filóstefano de Cirene (Philostephanus Cyrenaeus ) (en griego antiguo: Φιλοστέφανος) fue un escritor helenístico del norte de África, alumno del poeta Calímaco en Alejandría, donde trabajó durante el siglo III a. C.
Su historia de Chipre, De Cypro, escrita durante el reinado de Ptolomeo Filopátor (222–206 – a. C.), se ha perdido, pero fue conocida por al menos dos escritores cristianos, Clemente de Alejandría y Arnobio. Contenía una narración de la historia del mítico Pigmalión, de Chipre, quien creó una imagen de culto de la diosa griega Afrodita que cobró vida. Ovidio se basó en el relato de Filóstefano para su versión dramatizada y ampliada en Metamorfosis, a través de la cual el mito de Pigmalión fue transmitido al mundo medieval y moderno.
Los comentarios sobre Chipre parecen haber venido de una obra más amplia, llamada Sobre las islas. Breves citas dispersas de Filóstefano se refieren también a Sicilia, Calauria frente a la costa de Trecén y Estrime, frente a la costa de Tracia. La Historia natural de Plinio aduce a Filóstefano como fuente para la afirmación de que Jasón fue el primero que se hizo a la mar en un barco largo.
Otras obras de Filóstefano citadas en pasajes supervivientes de otros autores fueron las obras Sobre las ciudades de Asia, Sobre Cilene, Epirotica ("Sobre Epiro"), Sobre los ríos maravillosos, Sobre los inventos y varios comentarios.
Los fragmentos de Filóstefano, que sobreviven en citas de otros autores, fueron publicados por Karl Wilhelm Ludwig Müller et al, en su obra Fragmenta Historicorum Graecorum .
Otro Filóstefano fue un poeta cómico, del que se sabe poco.